# ماجنوس إيريكسون
ماجنوس إيريكسون (1 يناير 1990 - ) هو لاعب كرة قدم سويدي في مركز الهجوم. لعب مع نادي مالمو.

## وصلات خارجية
- ماجنوس إيريكسون على موقع قاعدة بيانات كرة القدم.إي يو (الإنجليزية)